# Scylaticus fulvicornis
Scylaticus fulvicornis är en tvåvingeart som beskrevs av Macquart 1850. Scylaticus fulvicornis ingår i släktet Scylaticus och familjen rovflugor. Inga underarter finns listade i Catalogue of Life.